# Турки (Бобруйский район)
Турки́ (бел. Туркі́) — деревня в составе Воротынского сельсовета Бобруйского района Могилёвской области Республики Беларусь.

## Население
- 1999 год — 387 человек
- 2010 год — 323 человека

## Фотогалерея

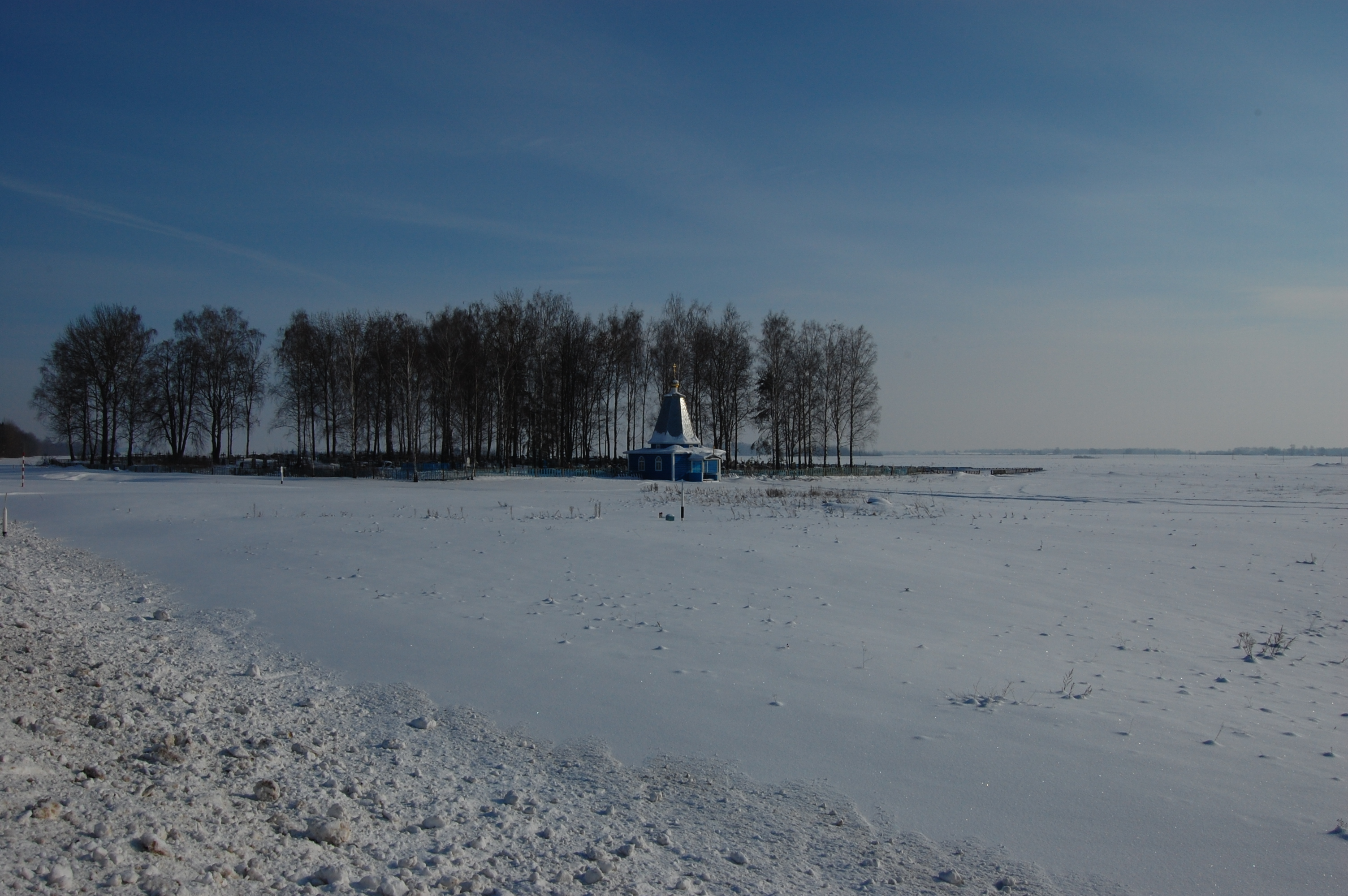
Кладбище с каплицей близ Турков